# Constitution de la Malmaison

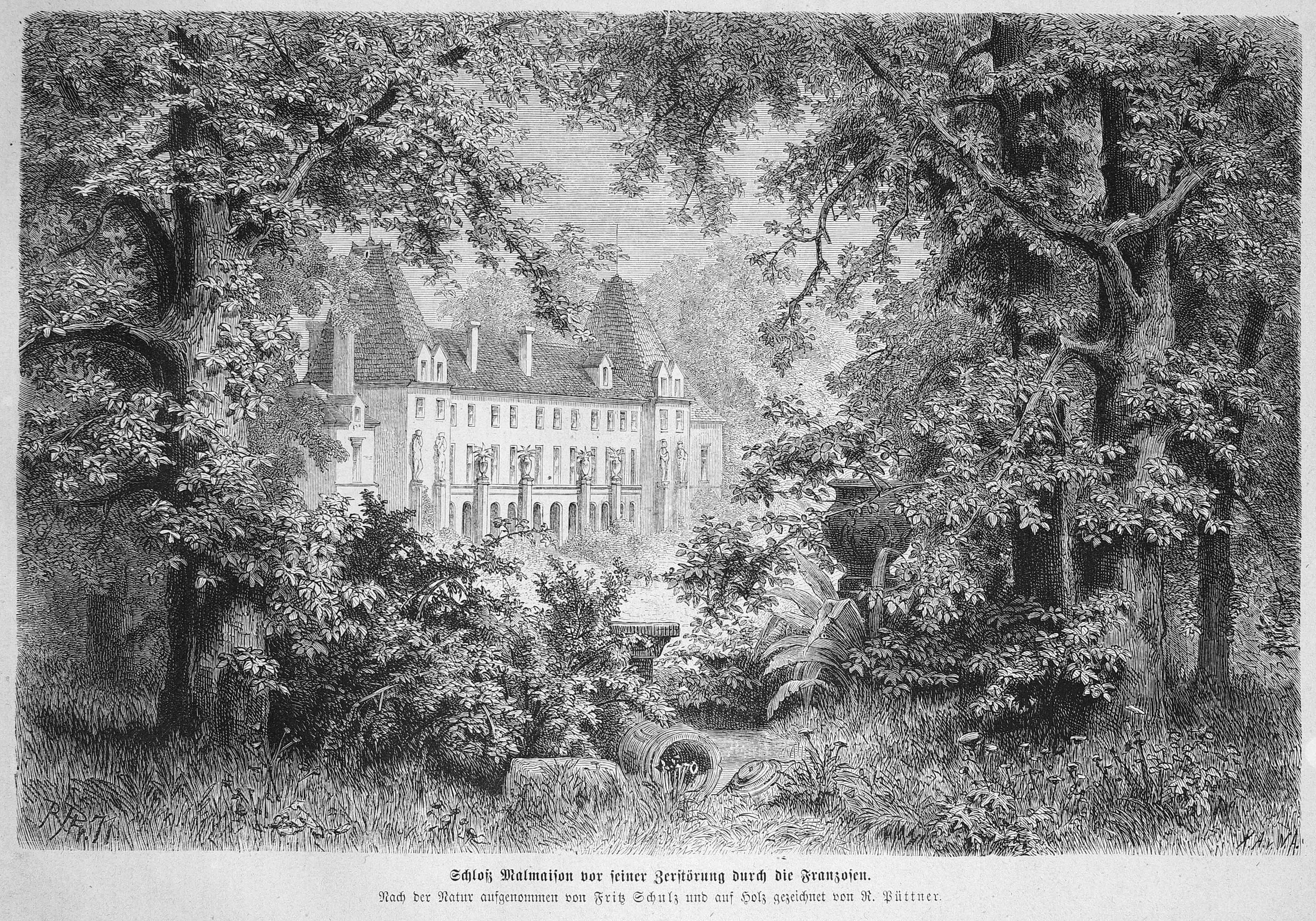
Château de Malmaison

La Constitution de la Malmaison est une constitution de la République helvétique, rédigée par Napoléon Bonaparte et ses collaborateurs en 1802. 

## Historique
Elle prévoit la construction d'un État, faisant un compromis entre centralisme et fédéralisme. Cette constitution a été en grande partie rédigée au Château de Malmaison, résidence du Premier consul. Elle confirme que « la République helvétique est une » et redonne un certain pouvoir aux cantons qui ont chacun une « organisation relative à sa localité et à ses mœurs » ainsi qu'une administration propre.
Le texte est soumis le 25 mai 1802 à la votation populaire, pour la première fois dans le pays. Officiellement, le texte est approuvé par seize cantons contre cinq, et par 167 172 voix contre 92 423 tout en sachant que les abstentions ont été décomptées comme approbation.